# Abbottina rivularis
Abbottina rivularis es una especie de pez de la familia de los Cyprinidae en el orden de los Cypriniformes.

## Morfología
Los machos pueden llegar a alcanzar los 11 cm de longitud total.

## Reproducción
Es ovíparo.

## Distribución geográfica
Es originario de la China oriental, Corea y Japón. Ha sido introducido en la cuenca del río Mekong.

## Observaciones
Es inofensivo para los humanos.